# OLですが、キャバ嬢はじめました
『OLですが、キャバ嬢はじめました』（オーエルですが、キャバじょうはじめました）は、鏡なな子によるコミックエッセイ、またそれを原作としたテレビドラマ。

## テレビドラマ
毎日放送の制作により、TBSをはじめとする同系列局の一部において、2016年6月から7月にかけてドラマイズム枠で放送。全4話。倉持明日香は本作がテレビドラマ初主演となる。

### キャスト

#### キャバクラ「クラブ プロポーション」
小泉 菜奈子
演 - 倉持明日香
主人公。25歳。広告代理店勤務のOL。源氏名はなな子。

カズミ
演 - 筧美和子
No.7キャバ嬢。菜奈子より一週間前に入店したばかりの新人で菜奈子の良き理解者である。入店から一週間で「神7」入りを果たす。シングルマザー。

めぐみ
演 - 奥仲麻琴
No.5キャバ嬢。最初は菜奈子にいろいろと教えていたが、菜奈子が指名を取るようになると嫉妬して嫌がらせをするようになる。

アリス
演 - 成瀬瑛美
No.6キャバ嬢。

小梅
演 - 天乃舞衣子
No.2キャバ嬢。

涼花
演 - 高橋胡桃
No.4キャバ嬢。

まり
演 - 片山萌美
No.3キャバ嬢。

カオル
演 - 永田薫（MAG!C☆PRINCE）
バイトの黒服。俳優志望。

姫乃
演 - 石川梨華
No.1キャバ嬢。入店から1か月でNo.1になるほどの実力。菜奈子の憧れの的である。

織田
演 - 福士誠治
店長。

#### その他
宮本
演 - 坂田聡
菜奈子が務めている、会社の課長。

横山 保
演 - 橋爪遼
菜奈子の彼氏。

#### ゲスト
スティーブ
演 - イアン・ムーア（第2話・最終話）
「クラブ プロポーション」の客。日本のサブカルチャーを好む。

川口宏之
演 - 波岡一喜【特別出演】（最終話）
スティーブの知人。コミック雑誌編集者。

### スタッフ
- 原作：鏡なな子『OLですが、キャバ嬢はじめました』（イースト・プレス）
- 脚本：山咲藍
- 監督：小川弾
- 主題歌：MAG!C☆PRINCE「一通LOVE」[2]
- 企画・プロデュース：大澤剛（ワタナベエンターテインメント）
- チーフプロデューサー：丸山博雄（MBS）
- プロデューサー：深迫康之（MBS）、藤田大輔（スタジオブルー）
- 制作プロダクション：スタジオブルー
- 製作：ドラマ「OLですが、キャバ嬢はじめました」製作委員会、MBS

### 放送日程
制作局・毎日放送の放送日を記す。
| 話数    | 放送日  | サブタイトル                   |
| ------- | ------- | ------------------------------ |
| 第1出勤 | 6月20日 | 私、キャバ嬢はじめます！       |
| 第2出勤 | 6月27日 | キターヽ(´∀｀*)ﾉ初めてのご指名 |
| 第3出勤 | 7月04日 | これぞ“大奥の世界”なのだ       |
| 第4出勤 | 7月18日 | 恋か？仕事か？                 |

### ネット局
| 放送期間                | 放送日時                     | 放送局             | 放送対象地域   | 備考              |
| ----------------------- | ---------------------------- | ------------------ | -------------- | ----------------- |
| 2016年6月20日 - 7月18日 | 月曜 0:50 - 1:20（日曜深夜） | 毎日放送           | 近畿広域圏     | 制作局            |
| 2016年6月22日 - 7月20日 | 水曜 0:57 - 1:27（木曜深夜） | 静岡放送           | 静岡県         |                   |
| 2016年6月22日 - 7月13日 | 水曜 1:28 - 1:58（火曜深夜） | TBSテレビ          | 関東広域圏     | 最終話のみ5日先行 |
| 2016年6月27日 - 7月25日 | 月曜 1:20 - 1:50（日曜深夜） | 北海道放送         | 北海道         |                   |
| 2016年6月30日 - 7月21日 | 木曜 0:40 - 1:10（水曜深夜） | 山陽放送           | 岡山県・香川県 |                   |
| 2016年7月1日 - 7月22日  | 金曜 0:45 - 1:15（木曜深夜） | 熊本放送           | 熊本県         |                   |
| 2016年7月1日 - 7月22日  | 金曜 1:07 - 1:37（木曜深夜） | チューリップテレビ | 富山県         |                   |
| 2016年7月5日 - 7月26日  | 火曜 1:00 - 1:30（月曜深夜） | 宮崎放送           | 宮崎県         |                   |
| 2016年7月5日 - 7月26日  | 火曜 2:08 - 2:38（月曜深夜） | CBCテレビ          | 中京広域圏     |                   |